# Lustrochernes viniai
Lustrochernes viniai är en spindeldjursart som beskrevs av Dumitresco och Traian Orghidan 1977. Lustrochernes viniai ingår i släktet Lustrochernes och familjen blindklokrypare. Inga underarter finns listade i Catalogue of Life.